# Alberto II da Germânia
Alberto II de Habsburgo (Albrecht, em alemão; Albert, em húngaro) (Viena, 10 de agosto de 1397 — Neszmély, perto de Esztergom, 27 de outubro de 1439) foi rei da Germânia (1438-1439, formalmente "rei dos romanos"), Rei da Hungria (1437-1439, como Alberto I), Rei da Boêmia (1437-1439, como Alberto I) e Duque  da Áustria (1404-1439, como Alberto V). Casou-se com Isabel, filha e herdeira do imperador Sigismundo, que o designou como seu sucessor. Eleito imperador, não chegou a ser coroado pelo papa em Roma, como exigia o costume, e portanto não envergava o título imperial, mas apenas o de "rei dos romanos".
De seu casamento com Isabel de Luxemburgo, filha e herdeira de Sigismundo I nasceram:
- Ana de Áustria;
- Isabel da Áustria, que se casou com Casimiro IV da Polônia;
- Ladislau V da Hungria, dito o Póstumo  22 de fevereiro de 1440- 23 de novembro de 1457).